# Unió Autonomista de Balears
Unió Autonomista de Balears (UAB) (Unión Autonomista de las Baleares) fue una coalición electoral que se presentó a las elecciones generales españolas de 1977 por las Islas Baleares. Estaba presidida por Josep Melià Pericàs y formada por Aliança Nacional Mallorquina y el Partit Nacionalista Mallorquí. Solo obtuvo 11 914 votos y ningún representante. Poco después se disolvió.
- Datos: Q11704906